# Kirchenreformen des 11. Jahrhunderts
Die Kirchenreform des 11. Jahrhunderts kann als das Ergebnis eines Anfang des 11. Jahrhunderts beginnenden Prozesses verstanden werden, bei dem innerhalb der Westkirche vermehrt über die Stellung von Laien und Klerikern zueinander sowie über die Stellung des Papstes in der christlichen Kirche gestritten wurde.
Die Kirchenreform schloss im Grunde direkt an die Cluniazensische Klosterreform an, mit der sie sich teilweise auch in ihren Belangen überlagerte. Insgesamt ging sie nur sehr schleppend vonstatten und hatte zudem viele, teils erhebliche Rückschläge gegenüber ihren Gegnern, besonders gegenüber dem Kaisertum, zu verkraften. Sie verlor daher im Laufe der Zeit immer mehr ihren Rückhalt im Volk, der zumindest zu Beginn der Reform ganz erheblich gewesen war. Der Frust des Volkes mündete letztendlich in dem Erstarken und Entstehen häretischer Gruppen in ganz Europa ab dem Ende des 11. Jahrhunderts. Zu nennen sind hier insbesondere die Albigenser, aber es entstanden auch zahlreiche kleine häretische Bewegungen, die sich häufig um eine charismatische Führungspersönlichkeit sammelten, wie die Häresie von Antwerpen, die Häresie des Mönchs Heinrich aus der Provence oder die Häresie des Petrus von Bruys.
Gemäß Le Goff war das primäre Ziel der Reform gewissermaßen, „die kirchliche Ordnung zu einer unabhängigen Ordnung zu machen, […] den weltlichen Herren die Ernennung der Bischöfe, Äbte und Pfarrer zu entreißen und die Laieninvestitur auf die Gewährung der weltlichen Dinge zu beschränken“. Um dies zu erreichen, sollten einige schwere Missstände innerhalb der Kirche, wie die Verweltlichung des Klerus, der Ämterkauf und der Nikolaitismus, beseitigt sowie die Stellung des Papstes gestärkt werden.
Da Papst Gregor VII. († 1085) zum herausragenden Vertreter dieser Reformbewegung wurde, werden diese Reformbemühungen gelegentlich auch als Gregorianische Reformen bezeichnet. Manche Historiker halten Reform des 11. Jahrhunderts für eine bessere Bezeichnung, da die historischen Zeugnisse eine namensgebende Rolle von Papst Gregor VII. ihrer Ansicht nach nicht stützen. Andere Historiker, darunter insbesondere Charles Dereine, sehen auch den Begriff Kirchenreform kritisch und weisen darauf hin, dass man eher von einer „Restauration“ der Kirche sprechen muss, deren Ziel es war, die Kirche nach den Verheerungen der zahllosen Fremdvölker im 10. Jahrhundert wiederherzustellen.

## Inhalte der Kirchenreform

### Rückkehr zur frühchristlichen Armut
Die Forderung nach einer Rückkehr zur urchristlichen Armut stammt zum Teil noch aus der Cluniazensischen Reform, wurde aber zu Beginn des 11. Jahrhunderts noch einmal bestärkt und ausgeweitet. Die Forderung betraf zunächst vor allem die Mönche, von denen eine „Rückkehr zum Leben der Evangelien“ gefordert wurde, da sich manche von ihnen, die in begüterten Klöstern lebten, zu Beginn des 11. Jahrhunderts geradezu wie adlige Lehnsherren gaben, aber auch von anderen Angehörigen des Klerus wurde vermehrt eine Zurücknahme eingefordert. Diese Forderungen erwiesen sich jedoch nicht als sonderlich erfolgreich.

### Zölibat vs. Konkubinat und Priesterehe
Die Ehe und das Konkubinat für Priester wurden bereits in konstantinischer Zeit abgelehnt. Schon der III. Kanon des ersten Konzils von Nizäa untersagte Bischöfen, Priestern und auch Diakonen das Zusammenleben mit einer nicht „über jedweden Verdacht erhabenen“ Frau. Grundlage dieser Bestimmung waren die Lebensweise Jesu Christi sowie verschiedene Schriftstellen im Neuen Testament (Mt 19,12  und 22,30 , 1 Kor 7,32–34 ). Im Osten wurde diese Bestimmung durch die trullanische Synode später wieder relativiert, wohingegen sie im Westen aus Gewohnheitsrecht mit der Zeit ihre Bedeutung einbüßte. Man beschränkte sich ab dem Mittelalter darauf, Zweit- und Drittehen sowie nicht standesgemäße Ehen zu ahnden. Die Folge davon war, dass zu Beginn des 11. Jahrhunderts fast alle Pfarrer im Westen verheiratet waren oder im Konkubinat lebten.
Ab dem 10. Jahrhundert wurden im Westen, im Zuge der Cluniazensischen Reform, zunehmend Stimmen nach einer „Erneuerung“ des Zölibats laut. Ein systematisches Vorgehen gegen den Missstand des „Nikolaitismus“ – ein Begriff, der die Priesterehe im selben Maße einschloss – wie das Konkubinat wurde dann erst 1022 auf dem Konzil von Pavia beschlossen. Noch einige Jahre zuvor war die Priesterehe von hochrangigen Kirchenmännern verteidigt worden. Auf dem Konzil wurde das Zölibatsgebot als bindend festgelegt und zudem veranlasst, dass die Kinder der Kleriker als Kirchenhörige anzusehen seien. Der primäre Grund für die Bekämpfung des Nikolaitismus war weniger die Verbindung zwischen einem Priester und einer Frau selbst, als die Tatsache, dass es im Laufe des Mittelalters immer mehr üblich geworden war, Pfarrkirchen und sogar Bistumssitze als ein erbliches Gut zu begreifen. Die Bestimmungen wurden 1031 auf der Synode von Bourges noch einmal bekräftigt.
Einen weiteren Vorschub erhielt die Forderung des zölibatären Lebenswandels in der Auseinandersetzung mit der Ostkirche. In der Bannschrift gegen Michael I. Kerularios und die anderen griechischen Kirchenführer wurden unter anderem die Gestattung der Priesterehe verurteilt und zum essentiellen Bestandteil der christlichen Lehre stilisiert, was sich als wenig diplomatisch erweisen sollte. Zuvor hatten sich hohe Vertreter der Ostkirche ihrerseits bereits über vermeintliche „lateinische Irrtümer“, wie die Bartlosigkeit der lateinischen Priester und das Verbot der Priesterehe, empört. 1059 wurde von der Lateransynode das Verbot ausgesprochen, bei einem Priester, der offensichtlich in einer eheähnlichen Verbindung lebte, die Heilige Messe zu hören. Papst Leo IX. verbot darüber hinaus den Gläubigen die Gemeinschaft mit nikolaitischen Priestern und erklärte alle Konkubinen der Priester als Unfreie im Besitz des Laterans. Gregor VII. ordnete an, dass „das Volk ihre Amtshandlungen [d. h. der Kleriker, die die Dekrete gegen die Klerikerehe nicht einhielten] auf keine Weise akzeptieren soll“. Die Synode von Melfi entzog 1089 unter Urban II. den verheirateten Subdiakonen das Amt und sprach „bei Unverbesserlichkeit […] ihre Frau dem Landesherrn als Sklavin“ zu.

Waren bis dahin die Grundlagen für die Bekämpfung des nichtzölibatären Lebens von Priestern gelegt, so begannen erst Papst Alexander II. und seine Nachfolger, vor allem Gregor VII., mit der energischen Durchführung der Bestimmungen, allerdings ohne durchschlagenden Erfolg.

### Simonie
Ebenso wie der Zölibat sollte das Verbot der Simonie die Qualität der Sakramente für die Gläubigen sicherstellen. Schon Gregor I. verurteilte Simonie als Häresie. Er erklärte darüber hinaus, dass Simonie bereits dann vorliege, wenn es durch Gefälligkeiten oder Schmeichelei zur Übertragung des geistlichen Amtes gekommen sei. Um 1012 befasste sich die Koblenzer Bischofsversammlung mit der Bedeutung der Lebensführung des Klerikers für die Qualität der von ihm vollzogenen Heiligen Messe. 1014 befasste sich die Doppelsynode unter Papst Benedikt VIII. erstmals mit der Regelung der Bischofsweihe. Allerdings galt die Simonie zunächst nur als Problem der Niederkirchen. Die Verleihung eines Bischofsamtes durch den König betrachtete man nicht als Ämterkauf. Das führte etwa dazu, dass Konrad II. auf der Synode in Tribur 1036 simonistische Praktiken verbot, auf der anderen Seite aber bedenkenlos die Besetzung von Bistümern und Abteien von Gegenleistungen abhängig machte und von den Hochkirchen das „Servitium regis“ einforderte.
Die zunehmende Beschäftigung mit dem Problem der Simonie führte schließlich zur Frage, wie die Weihen, die von einem simonistischen Priester gespendet wurden, zu bewerten seien. Die radikaleren Kräfte der Reformer gingen davon aus, dass solche Sakramente nichtig seien. Der gemäßigte Flügel sah die Wirksamkeit der Sakramente nicht tangiert, weil nicht der jeweilige Priester, sondern der Heilige Geist selbst das Sakrament im eigentlichen Sinn spende. Schließlich legte eine von Papst Klemens II. und Heinrich III. einberufene Generalsynode 1047 fest, dass Kleriker, die von einem Simonisten geweiht worden waren, nach einer vierzigtägigen Buße weiterhin im Amt bleiben konnten. Allerdings konnte sich diese Ansicht nicht durchsetzen. Erst das Decretum contra Simoniacos von 1059 brachte eine endgültige Lösung, die allerdings weitgehend mit den Bestimmungen von 1047 übereinstimmte.
Bis zu diesem Zeitpunkt waren die simonistische Weihen Thema einer Vielzahl von Abhandlungen. In diese Reihe fallen der Liber Gratissimus von Petrus Damiani und die Libri tres adversus Simoniacos von Humbert von Silva Candida. Petrus Damiani war ein Vertreter der gemäßigten Partei. Er ging in seinen Schriften davon aus, dass das Amt eines Klerikers für die Qualität der Sakramente ausschlaggebend sei, nicht dessen Lebenswandel. Seine Thesen stützte er unter anderem auf die Schriften Augustinus, der in der Auseinandersetzung mit der donatistischen Kirche eben jene Ansicht über den Wert der Sakramente vertreten hatte.
Humbert von Silva Candida vertrat dagegen die Ansicht, der Heilige Geist wende seine Gnade nur Katholiken in vollem Umfang zu. Da Simonisten als Häretiker galten und nach seiner Meinung Häretiker keine Katholiken seien, wären sie also nicht in der Lage, gültige Sakramente zu spenden. Humbert ging noch einen Schritt weiter; ihm erscheinen Simonisten schlimmer als Häretiker und er verglich sie mit dem apokalyptischen Tier.
Wie bei der allgemeinen Einführung des Zölibats begann die Bekämpfung der Simonie im größeren Umfang erst während des Pontifikats Alexanders II.

### Investiturstreit
Der Investiturstreit war mit der Bekämpfung der Simonie eng verknüpft. Dabei ging es um die Frage der Laieninvestitur, das heißt, der Ernennung von Bischöfen durch Könige und Kaiser, die im Frankenreich, unter den Ottonen und auch bei den englischen und französischen Königen bis ins 11. Jahrhundert üblich gewesen war.
Im Rahmen der Kirchenreform kam es zu Konkordaten mit Frankreich, England (1107) und dem Heiligen Römischen Reich im Wormser Konkordat 1122.

### Stellung des Papstes
Eine weitere Entwicklungslinie ist die Frage nach der Bedeutung des Papstes in der kirchlichen Hierarchie. Hier standen die episkopalische und die papalistische Auffassung zur Disposition. Allerdings wurde die besondere Stellung Roms von kaum einem Autor rundweg abgelehnt, es wurde vielmehr um den Umfang des römischen Primats gerungen. Der Papst galt unangefochten schon vor dieser Auseinandersetzung als das spirituelle Oberhaupt der Kirche. So definierte der Bischof Burchard von Worms in seinen Decretorum libri XX den Papst als Bischof des ersten Sitzes, bei dem größere Rechtsfälle entschieden werden sollten. Er lehnte es aber ab, den Papst als höchsten Priester oder Fürst der Priester zu sehen. Seit den Synoden von Sutri und Rom entwickelte sich aus der besonderen Stellung Roms der Anspruch, der die Unterordnung der Bischöfe unter den Papst forderte. Hierin ist auch der Anfang jener Entwicklung zu suchen, die zu einem Papsttum führt, dessen Selbstverständnis durch Institutionalisierung und Verrechtlichung geprägt ist.
Während des Pontifikats Leos IX. (1049–1054) bekam die Entwicklung des römischen Primats einen neuen Schub. Durch eine in der Kürze der Amtszeit ungewöhnlich hohe Anzahl von Synoden (elf oder zwölf in fünf Jahren), die auch außerhalb Italiens abgehalten wurden, wies er den Weg aus der regionalen Gebundenheit des Pontifikats. Mit der Besetzung des Kardinalskollegiums und des Kreises seiner Berater verfolgte er dieselbe Absicht. Hier sind unter anderem Hildebrand von Soana, der 1073 Papst Gregor VII. wurde, und Humbert von Moyenmoutier zu nennen. Auf diese Weise konnte außerdem der Einfluss der römischen Adelsparteien zurückgedrängt werden.
Die Königsherrschaft des HRR wurde durch diese Entwicklung ebenfalls tangiert. Die rechtliche und verwaltungstechnische Orientierung auf Rom musste zum Konflikt mit dem deutschen Reichskirchensystem führen. Auf der anderen Seite entfernte sich das Papsttum selbst durch diese Entwicklung aus der Bindung an das deutsche Kaisertum. Leo IX. akzeptierte seine Ernennung nur unter dem Vorbehalt der Bestätigung durch die Wahl des römischen Klerus und der Bevölkerung Roms. Zwar konnte Heinrich III. mit der Designation von Gebhard von Eichstätt unter dem Namen Viktor II. als Nachfolger von Leo nochmals seinen Kandidaten durchsetzen, aber schon dessen Nachfolger führten die Politik Leos fort. Nach Gebhart wurde der Reformanhänger Friedrich von Lothringen unter dem Namen Stephan IX. zum Papst erhoben und erst nachträglich um die Zustimmung gebeten. Zwar suchten die Reformkräfte einen Konflikt zu vermeiden, man war aber der Meinung, dass Stephan bereits vor der Zustimmung des königlichen Hofes rechtmäßiger Papst war – ein Schreiben an den Bischof von Reims, in dem dieser zu Gehorsam und Treue aufgefordert wird, macht dies deutlich.
Im Papstwahldekret von 1059 wurde festgelegt, wie die Einsetzung eines Papstes zu verlaufen habe. Hierin wurde festgelegt, dass der Papst nur durch Wahl des Klerus und der Bevölkerung Roms ermittelt werden könne. Dem König wurde zwar ein Mitspracherecht eingeräumt, die Formulierung ließ aber einen weiten Interpretationsspielraum für die Art und den Umfang der Mitsprache.
Der erste nach den Bestimmungen des Papstwahldekretes gewählte Papst Alexander II. sorgte für einen weiteren Ausbau der Zentralisierung innerhalb der Kirche. Dazu führte er die Vergabe des Palliums und den Treueid für Erzbischöfe ein. Insbesondere der Treueid, der die Erzbischöfe zu regelmäßigen Ad-limina-Besuchen beim Heiligen Stuhl verpflichtete, zeigt, wie weit die Macht des Papstes bereits anerkannt wurde. In diese Richtung deuten auch erfolgreiche Legatsbesuche in Frankreich, England und Spanien.

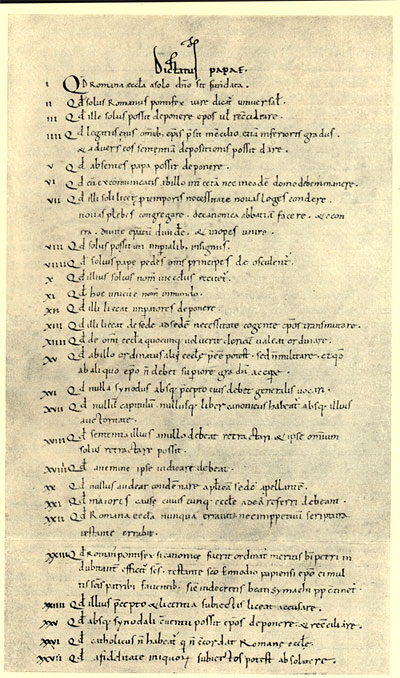
Dictatus Papae

Gregor VII., der Nachfolger Alexanders, der 1073 das Amt übernahm, fasste schließlich im Dictatus Papae die wichtigsten Gründe für die Vorrangstellung der römischen Kirche zusammen. Er berief sich zwar hauptsächlich auf überliefertes Kirchenrecht, ergänzte aber diese Tradition durch eigene Grundsätze. Gregor leitet im Dictatus Papae seine Autorität von Petrus ab (Mt 16,18f. ). Imund zieht so den Schluss, dass der Papst innerhalb der Kirche die absolute auctoritas innehat. Diese Autorität macht ihn zum obersten Kirchenrichter und Hüter der Lehrtradition – ein Anspruch, den er auch in Bezug auf die weltlichen Herrscher vertritt.
Der nach dem nur ein Jahr amtierenden Nachfolger Gregors eingesetzte Urban II. relativierte die Vorrangstellung des Papstes gegenüber dem Kaiser. Urban sah zwar eine seelsorgerische Verantwortung der Priester für die weltlichen Herrscher, er ging aber nicht mehr vom universalen Anspruch Gregors aus. Vielmehr vertrat er die Zweigewaltenlehre. Die Stellung des Papstes innerhalb der Kirche sah er ähnlich absolut wie Gregor. Um diesem Anspruch gerecht zu werden, baute Urban die Verwaltung der römischen Kurie aus.
Paschalis II. ging in der Anerkennung der weltlichen Macht noch einen Schritt weiter. Er betrachtete eine Partnerschaft der „Potestas regia“ mit der „Sacerdotalis auctoritas“ als Ideal. Innerkirchlich konnte er die Primatialrechte des Papstes weiter ausbauen. Dafür formulierte er für die Verleihung des Palliums eine inhaltliche Bedeutung. Er erklärte, mit dem Pallium werde dem Metropoliten die volle bischöfliche Gewalt gegeben. Ohne Pallium konnte kein Metropolit Bischöfe weihen oder Synoden abhalten.

## Ergebnis der Reformen
Die Reformen der Kirche hatten das Ziel, die Qualität der Priester und damit die der Sakramente zu verbessern und zu erhalten. Ein wesentliches Anliegen Hildebrands/Gregors VII. scheint die vita apostolica für die Kanoniker gewesen zu sein. Besonders die Armutsforderung sollte durchgesetzt werden. Als Begründung wird auf die primitivae ecclesiae forma („Form der Urkirche“) verwiesen. Wie in den anderen Reformfragen (Simonie, Konkubinat) wurde auch in diesem Punkt die Hoffnung der Menschen auf einen Erfolg der Reformbemühungen enttäuscht. Diese Enttäuschung führte zu einem Erstarken der religiösen Bewegungen, die sich neben der Kirche etablierten (Waldenser, Albigenser).
Die Auseinandersetzung um die Investitur, die unter Gregor und den nachfolgenden Päpsten einen breiten Raum einnahmen, war im Grunde ein Teil der Simonieproblematik, in die zunehmend die Frage nach der Stellung des Papstes im Verhältnis zur weltlichen Macht trat. Die harte Konfrontation zwischen Heinrich IV. und Gregor VII. war demzufolge auch nur eine Episode in der Entwicklung. Bereits seine Nachfolger suchten den Ausgleich, der im Wormser Konkordat mit der Trennung der Temporalien und Spiritualien schließlich gefunden wurde.
Die Auseinandersetzung mit der Funktion und Stellung der Kirche und des Klerus förderte innerhalb der Kirche die Verrechtlichung, während der Ausbau der Bedeutung des Papstes über seine spirituelle Vorrangstellung hinaus den Aufbau der Kurienverwaltung notwendig machte. Beide Vorgänge förderten die Entwicklung einer Kirche, die aus der engen Bindung an die weltliche Macht, wie sie im Frühmittelalter bestand, ausbrach und zu einem eigenständigen Machtfaktor wurde.